# Celebrate the Nun
Celebrate the Nun foi um banda alemã de synthpop, formada na cidade de Hanôver, em 1987. O single mais conhecido do grupo é "Will You Be There", que atingiu o Top 5 Dance da Billboard em 1990. Depois do segundo álbum, devido à queda de popularidade do synthpop, a banda se desfez em 1992. Em 1998, Slin Tompson reformou a banda com novo nome, Celebrate the None, enquanto H. P. Baxxter e Rick J. Jordan formaram o Scooter.

## Discografia

### Álbuns
- Meanwhile – 1990
- Continuous – 1991

### Singles
- Ordinary Town – 1988
- Will You Be There – 1989
- She’s a Secretary – 1990
- Patience – 1991
- You Make Me Wonder – 1991
- Arthur Have You Eaten All the Ginger-Biscuits – 2002 (Celebrate the None)